# Simiskina clorinda
Simiskina clorinda är en fjärilsart som beskrevs av William Doherty. Simiskina clorinda ingår i släktet Simiskina och familjen juvelvingar. Inga underarter finns listade i Catalogue of Life.